# 8891 Irokawa
8891 Irokawa è un asteroide della fascia principale del diametro medio di circa 17,07 km. Scoperto nel 1994, presenta un'orbita caratterizzata da un semiasse maggiore pari a 3,1477848 UA e da un'eccentricità di 0,2259996, inclinata di 9,38837° rispetto all'eclittica.